# Cyrtodactylus kunyai
Cyrtodactylus kunyai is een hagedis die behoort tot de gekko's en de familie Gekkonidae.

## Naam en indeling
De wetenschappelijke naam van de soort werd voor het eerst voorgesteld door Olivier S. G. Pauwels, Montri Sumontha, Kaweesak Keeratikiat en Eakarit Phanamphon in 2014. De hagedis wordt daarom in veel literatuur nog niet vermeld. De geslachtsnaam kunyai is een eerbetoon aan Kirati Kunya, curator van de Nakhonratchasima Zoo in Khorat, Thailand.

## Verspreiding en habitat
De soort komt voor in delen van Azië en leeft endemisch in Thailand. De hagedis komt alleen voor in het noordoosten van het land in de provincie Loei. De habitat bestaat uit grotten.

## Beschermingsstatus
Door de internationale natuurbeschermingsorganisatie IUCN is de beschermingsstatus 'veilig' toegewezen (Least Concern of LC).